# Samedräkt

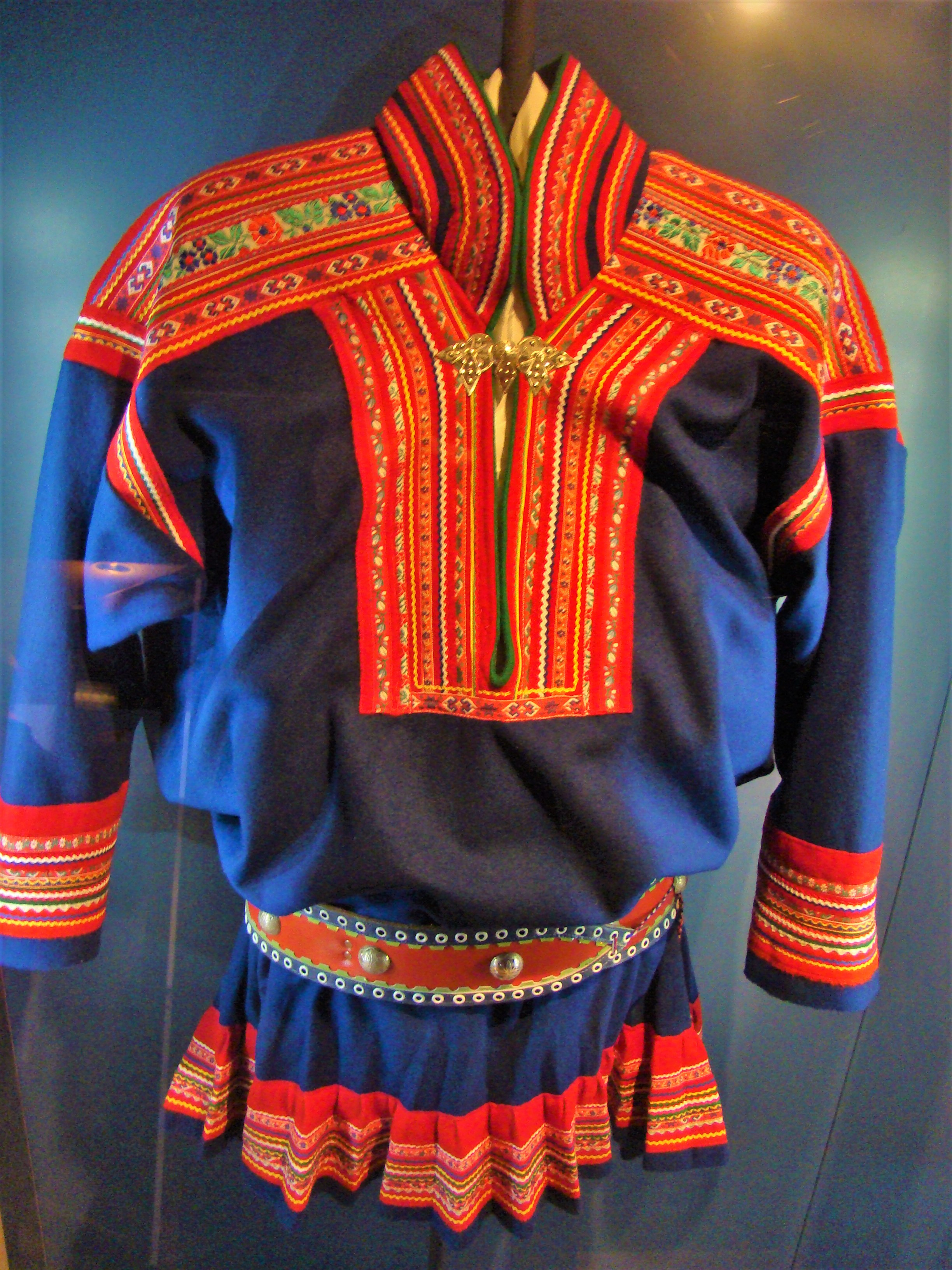
Samisk manskolt från Kautokeino.

Samedräkt eller kolt (nordsamiska gákti, sydsamiska gápta, lulesamiska gábdde) är samernas folkdräkt. Den domineras ofta av blå färger med röda och gula dekorationer. Den del av dräkten som oftast används är kolten, men den kompletta dräkten omfattar även bland annat byxor, skor, mössa, bälte och väska. Dräkten varierar beroende på vilken lappmark, sameby eller till och med familj man kommer ifrån.

## Historik
Samedräkten har under århundraden burits av samiska kvinnor och män. Först i mitten av 1900-talet började samerna köpa kläder i större skala. Tidigare tillverkades alla kläder i hemmet av kvinnorna. Materialet fick man från renen, till exempel användes renens päls till varma vinterpälsar och av renens senor spann kvinnorna sytråd. Man köpte också material som vadmal, kläde, andra tyger och ullgarn till band. Traditionellt består dräkten av kolt, byxa med långa ben och dragsko, huvudbonad, bälte, barmkläde och renskinnsskor.[källa behövs]

## Material
De traditionella koltarna är av skinn, kläde eller vadmal. Numer finns det tillgång till andra sorters tyger och liksom andra kläder följer kolten olika trender. De vanligaste färgerna på koltar är olika blåa färgnyanser eller svart. Till festliga sammanhang används koltar i alla möjliga färger. Även blommigt tyg förekommer, de används mest på sommaren.

## Huvudbonader
Till samedräkten hör en huvudbonad, olika för män, kvinnor och barn. Inom vissa områden, bland annat det skolt- och kolasamiska, förekommer även olika huvudbonader för ogifta kvinnor, gifta kvinnor och änkor.
För män finns två vanliga varianter: den konformade kilmössan, ćuipi, och de fyra vindarnas mössa, sávká eller ćiehgahpir. I Karesuando används en hög variant av kilmössa med mycket stor röd garntofs. En liknande men lägre mössa förekommer i Jukkasjävi och Gällivare. Till Gällivare har dock tofsmössan införts med inflyttande nordsamer. Den genuina Gällivaremössan pryddes i stället av en liten knopp av rött kläde. De fyra vindarnas mössa förekommer framför allt i Kautokeino, Utsjoki och Enontekis samt till följd av inflyttning i Karesuando.
Även kvinnomössan finns i olika varianter. Kvinnomössan visar mer än något annat plagg på tillhörighet till en släkt eller en familj. I Karesuando används en öronlappsmössa, jorbot, som sedan slutet av 1800-talet varit klädd med vit spets i framkant. I Jukkasjärvi har kvinnorna en kägelformad mössa med dekorerade band, duorran. En större och spetsigare variant, kallad deavddagahpir, användes tidigare i bland annat Karesuando samt fortfarande i Troms och Nordland fylke och i Gällivare. En enklare kägelformad mössa, matjuk, används i Gällivare och Jokkmokk. Matjuk sys numera alltid i blått kläde eller vadmal med en röd bård nedtill.
Förr användes även en hög hornmössa, ladjo, som hölls upprätt av en urholkad trästomme. Den fördömdes av laestadianerna som såg den som djävulens horn. Mössan föll därefter helt och hållet ur bruk i Sverige och Norge. Den används dock fortfarande av vissa östsamer.

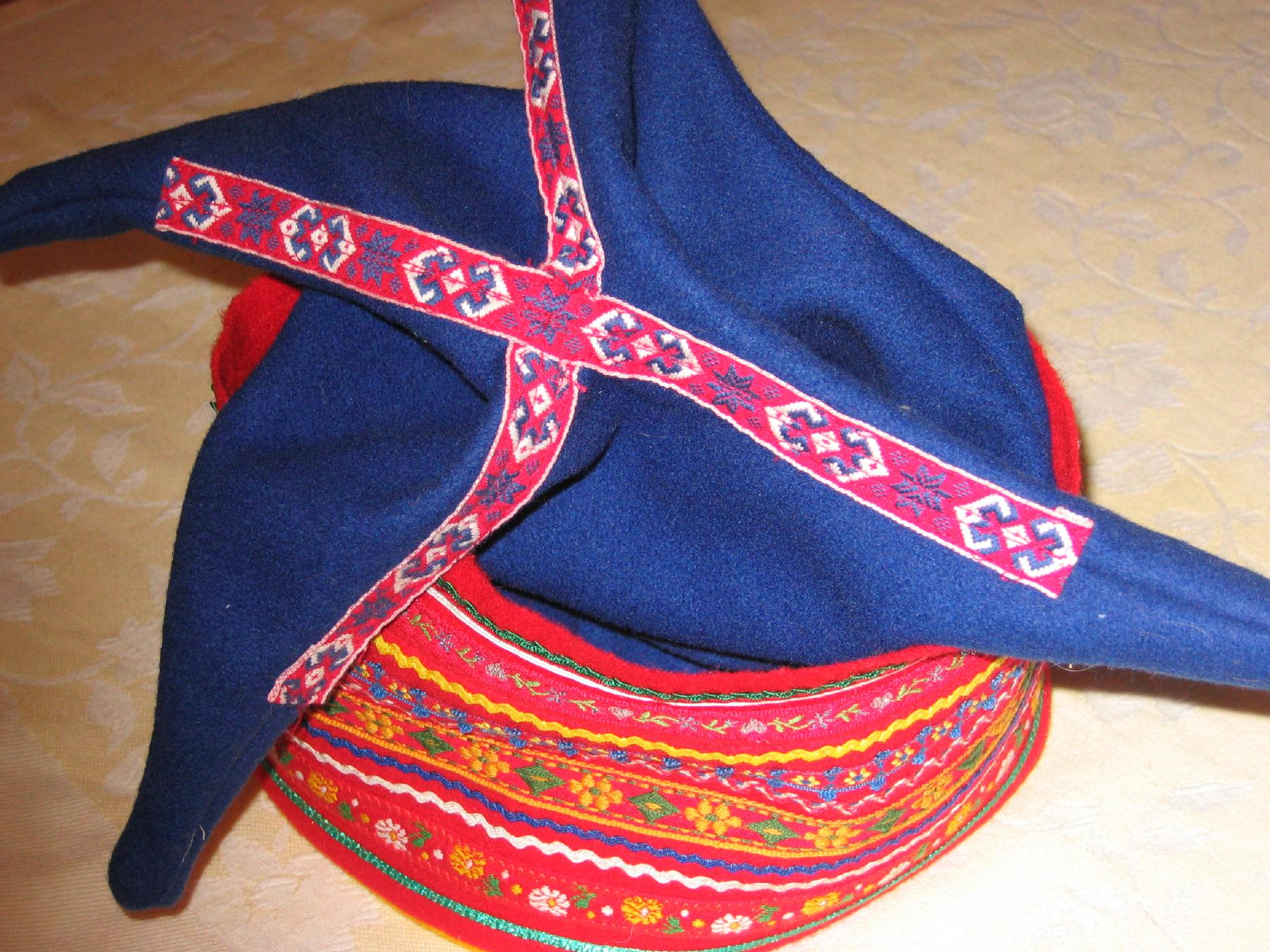
De fyra vindarnas mössa, sávka.
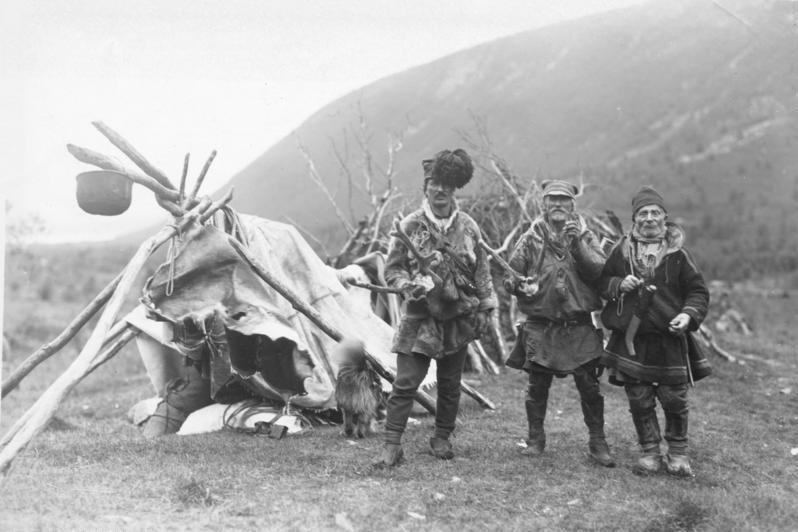
Män med tofsklädd ćuipi från Karesuando.
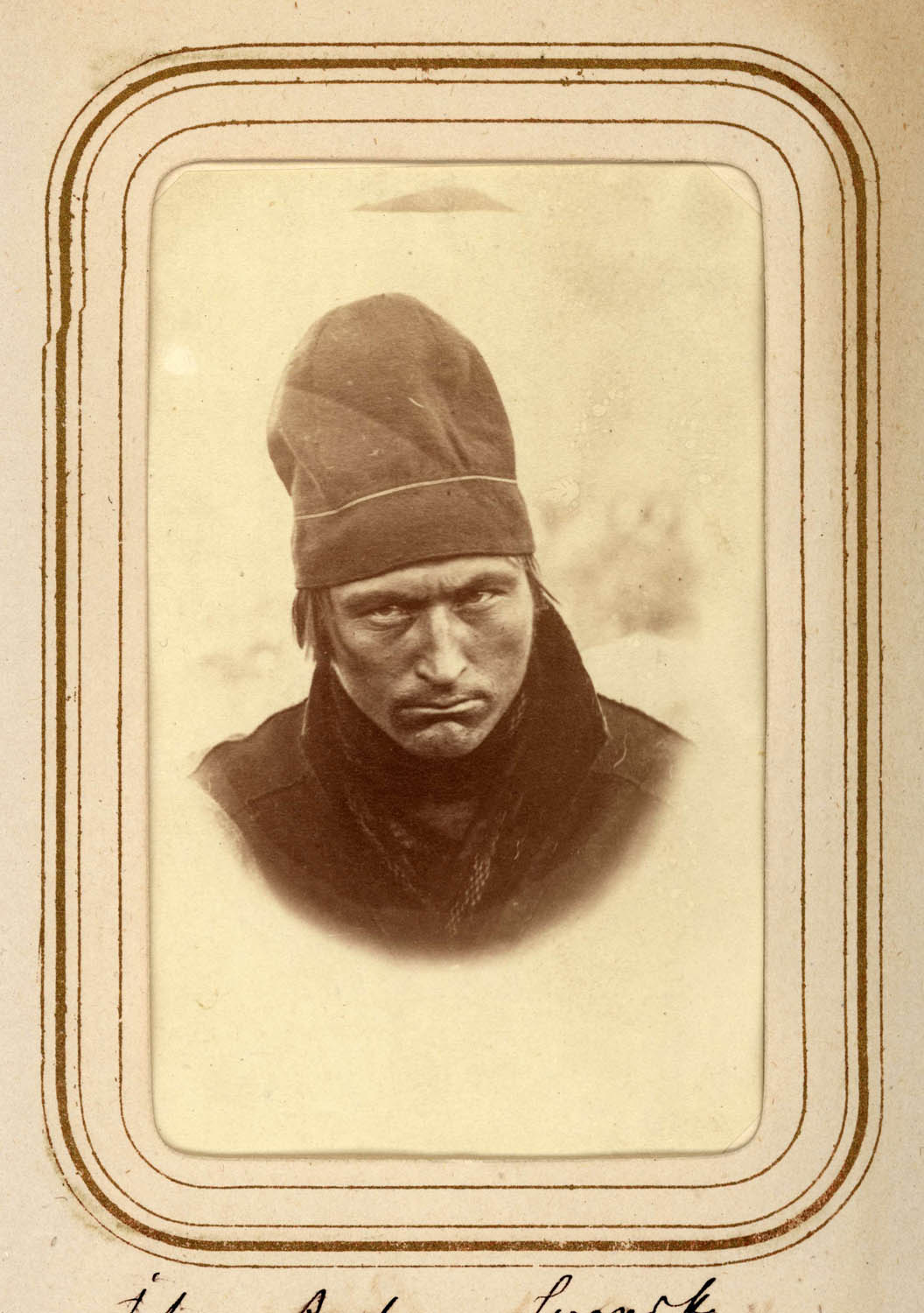
Mansmössa från Jokkmokk.
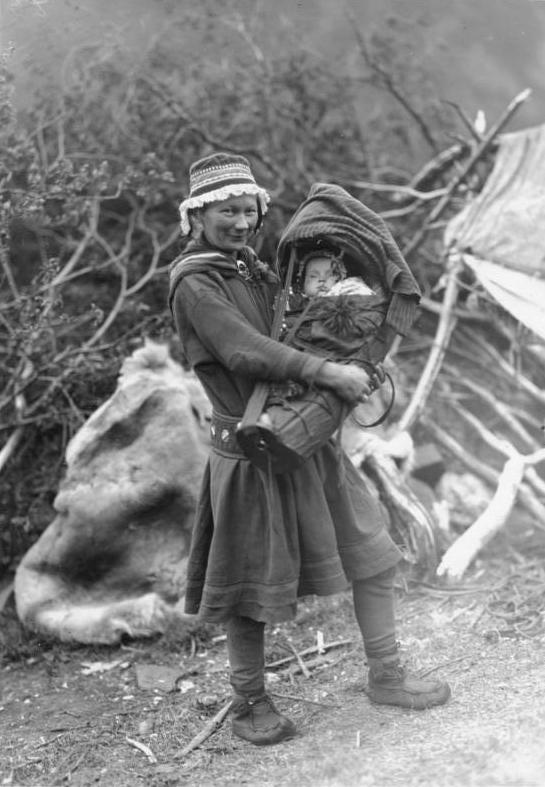
Kvinna med spetsklädd öronlappsmössa, jorbot.
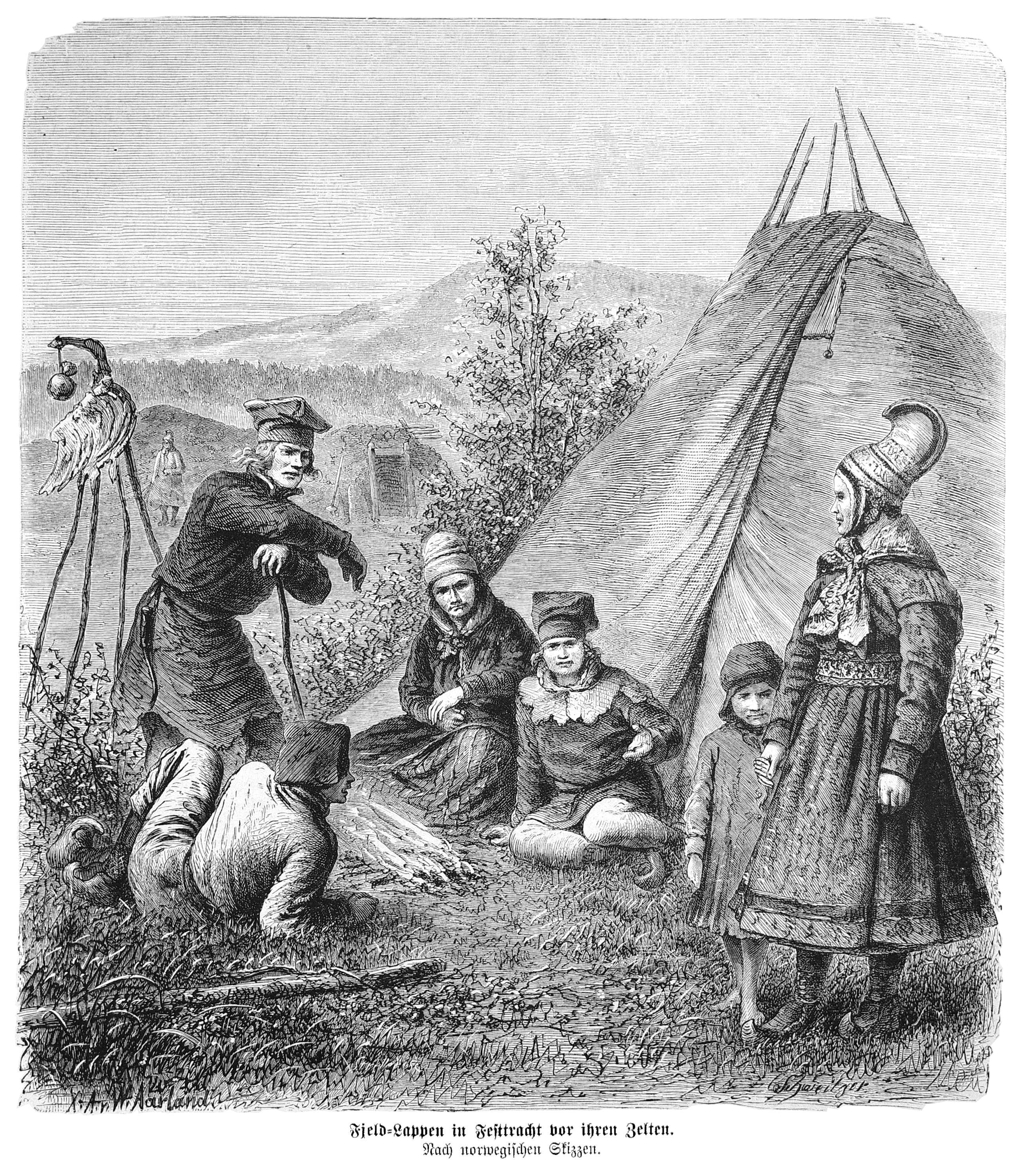
Kvinnan till höger bär hornmössan, ladjo. Männen har tidiga varianter av de fyra vindarnas mössa utan förlängda snibbar.
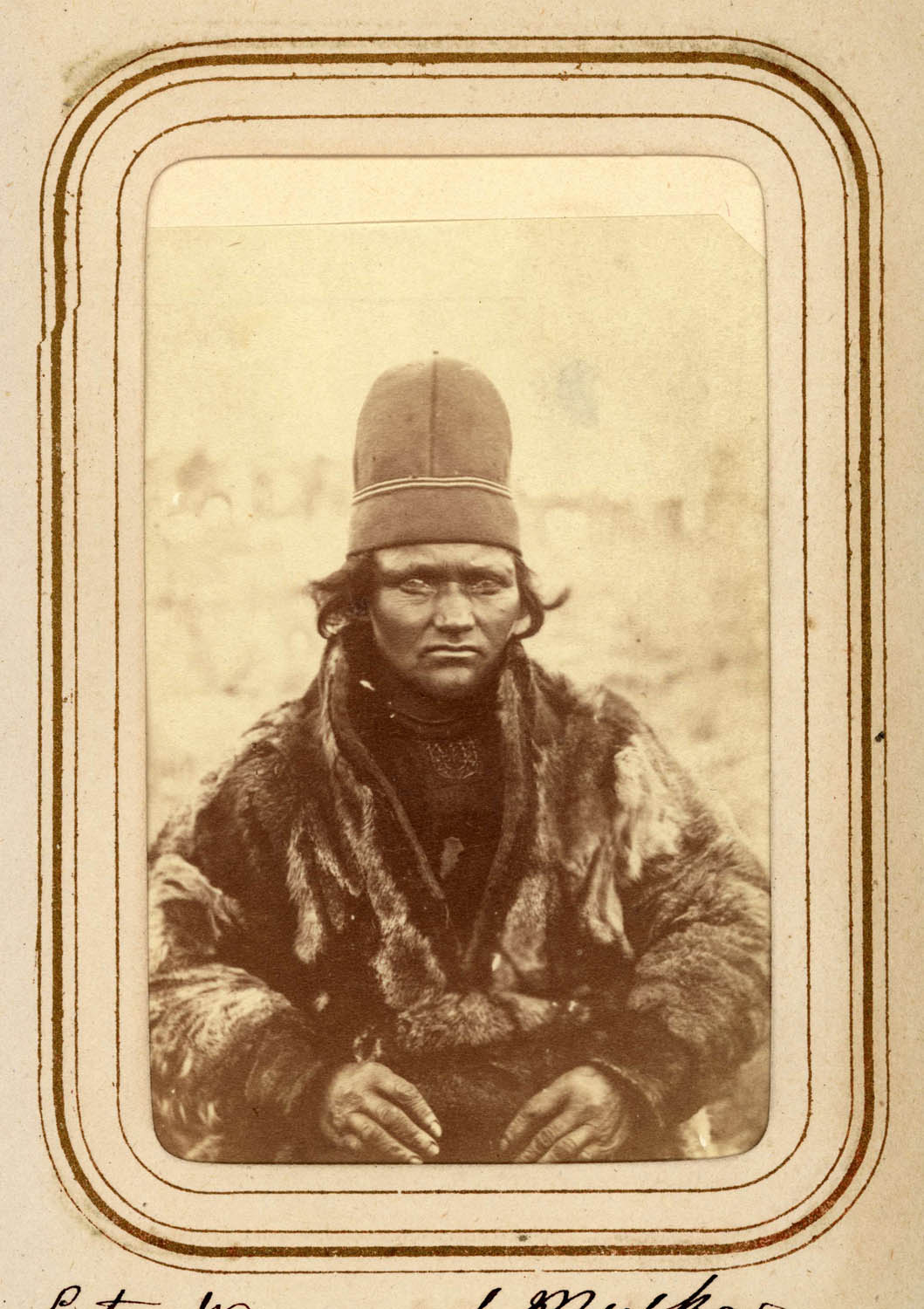
Kvinnomössa från Jokkmokk.

## Dräktvariationer

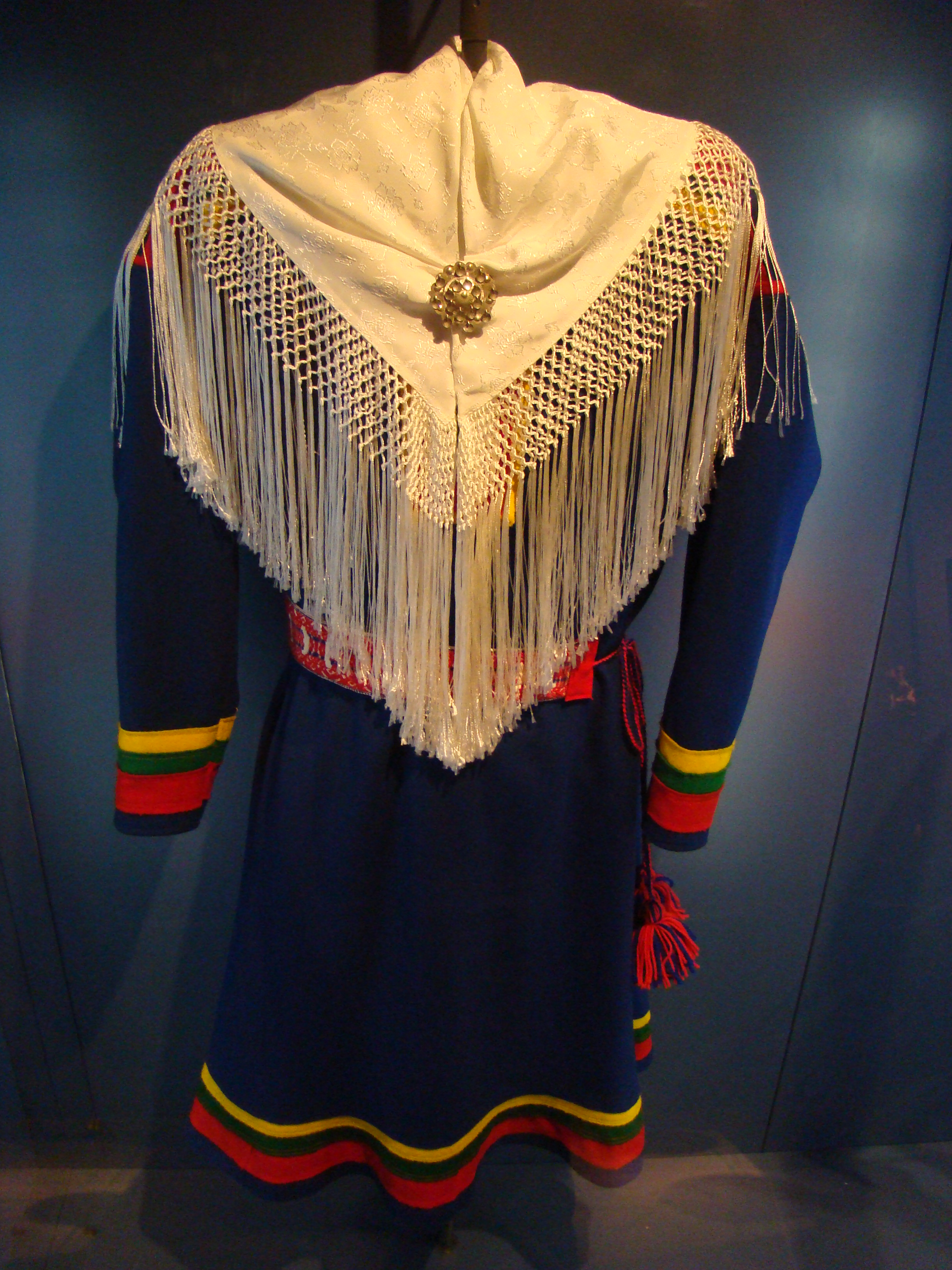
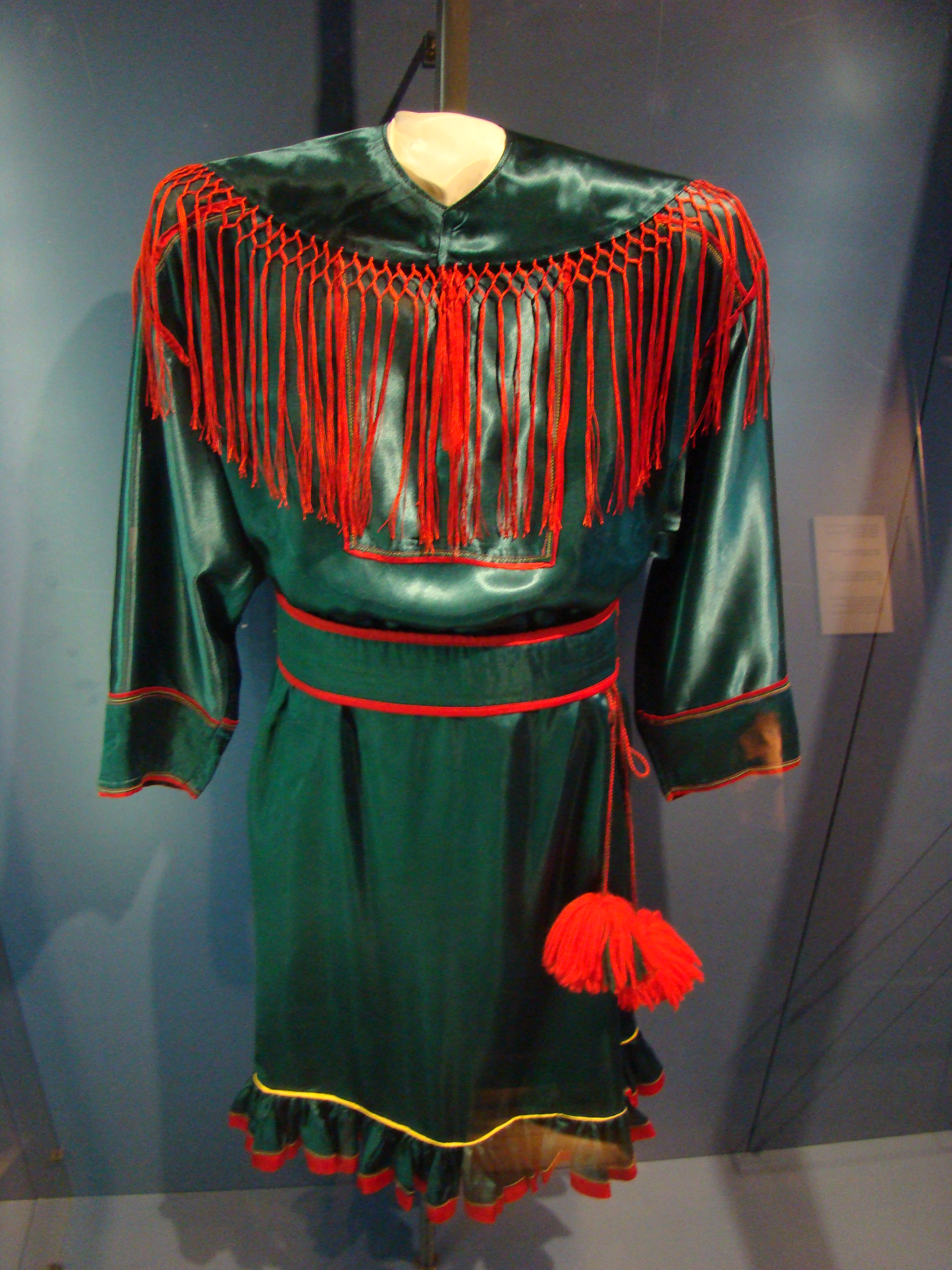
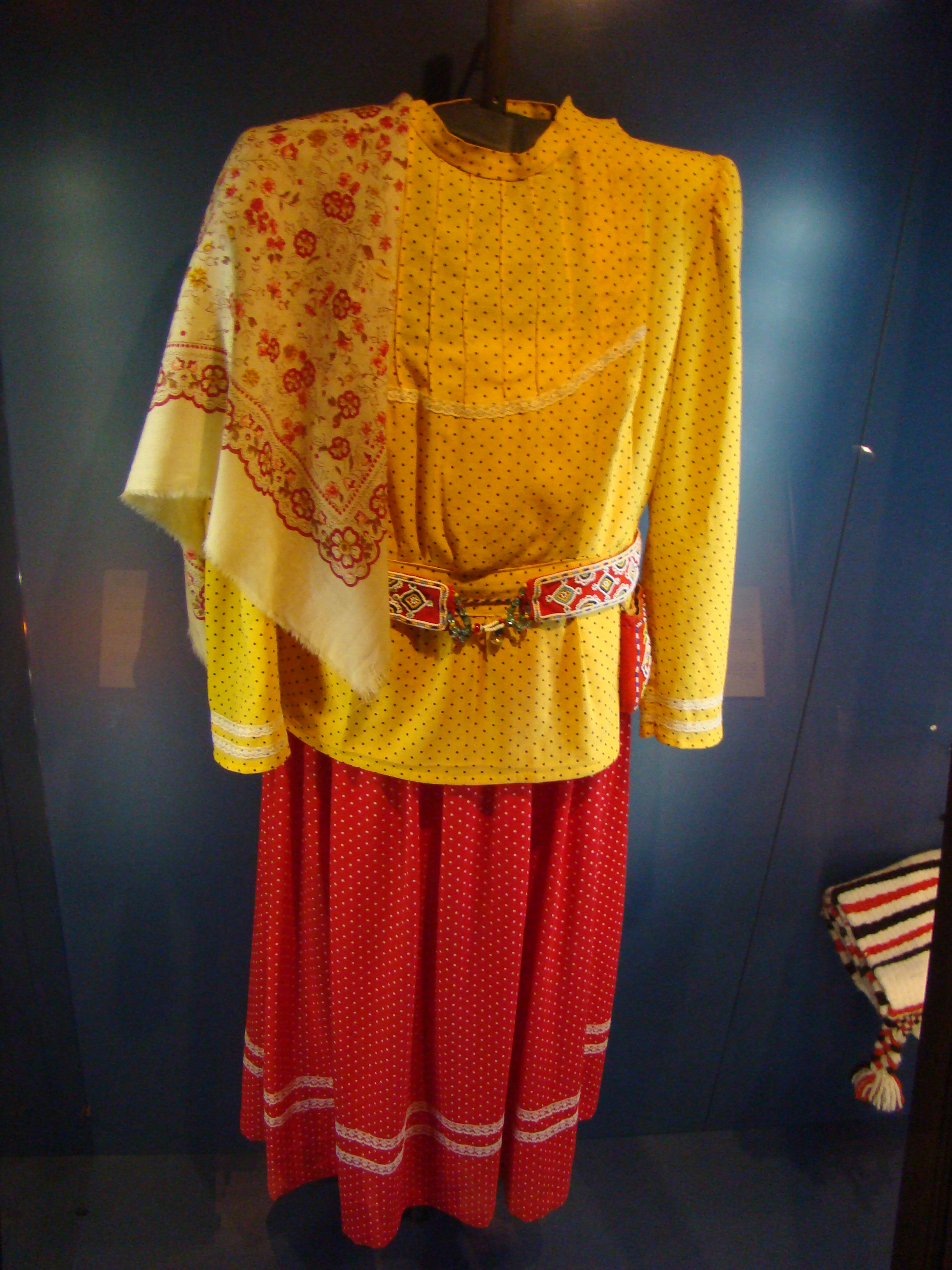
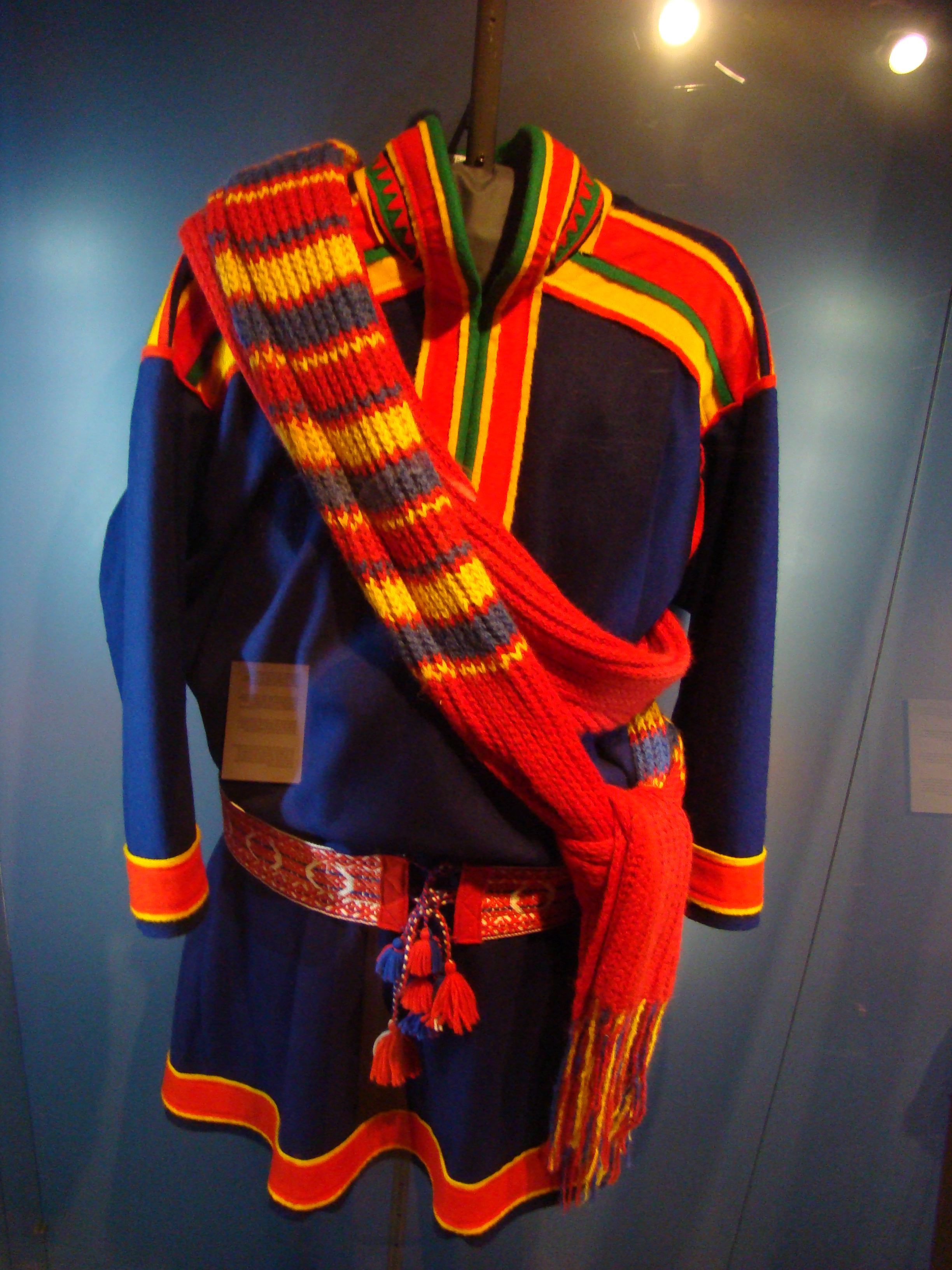
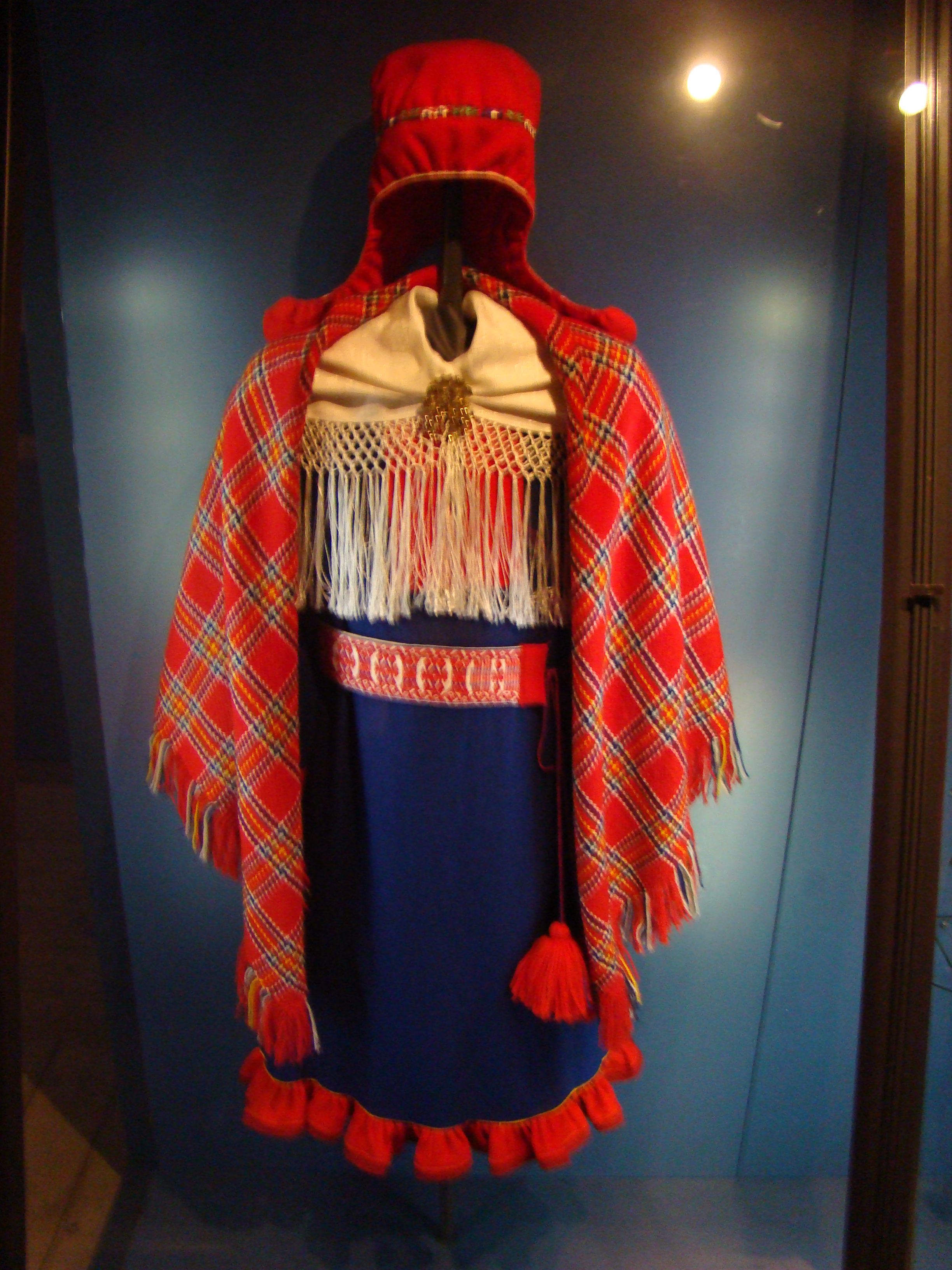
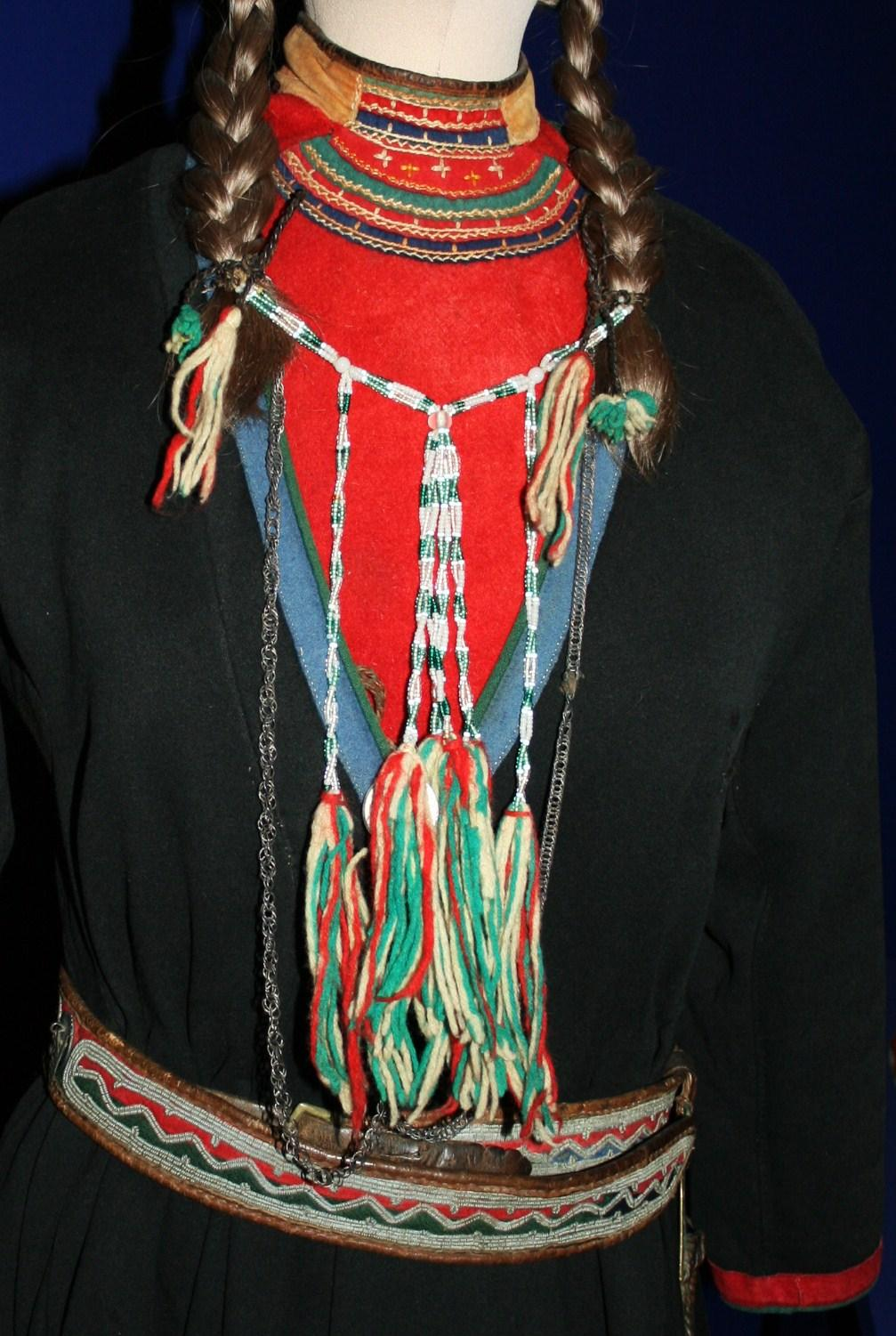
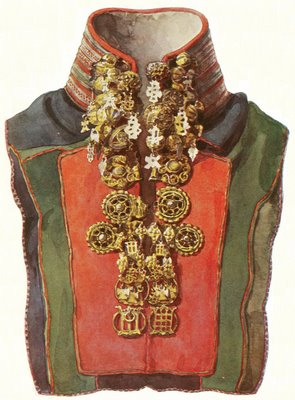
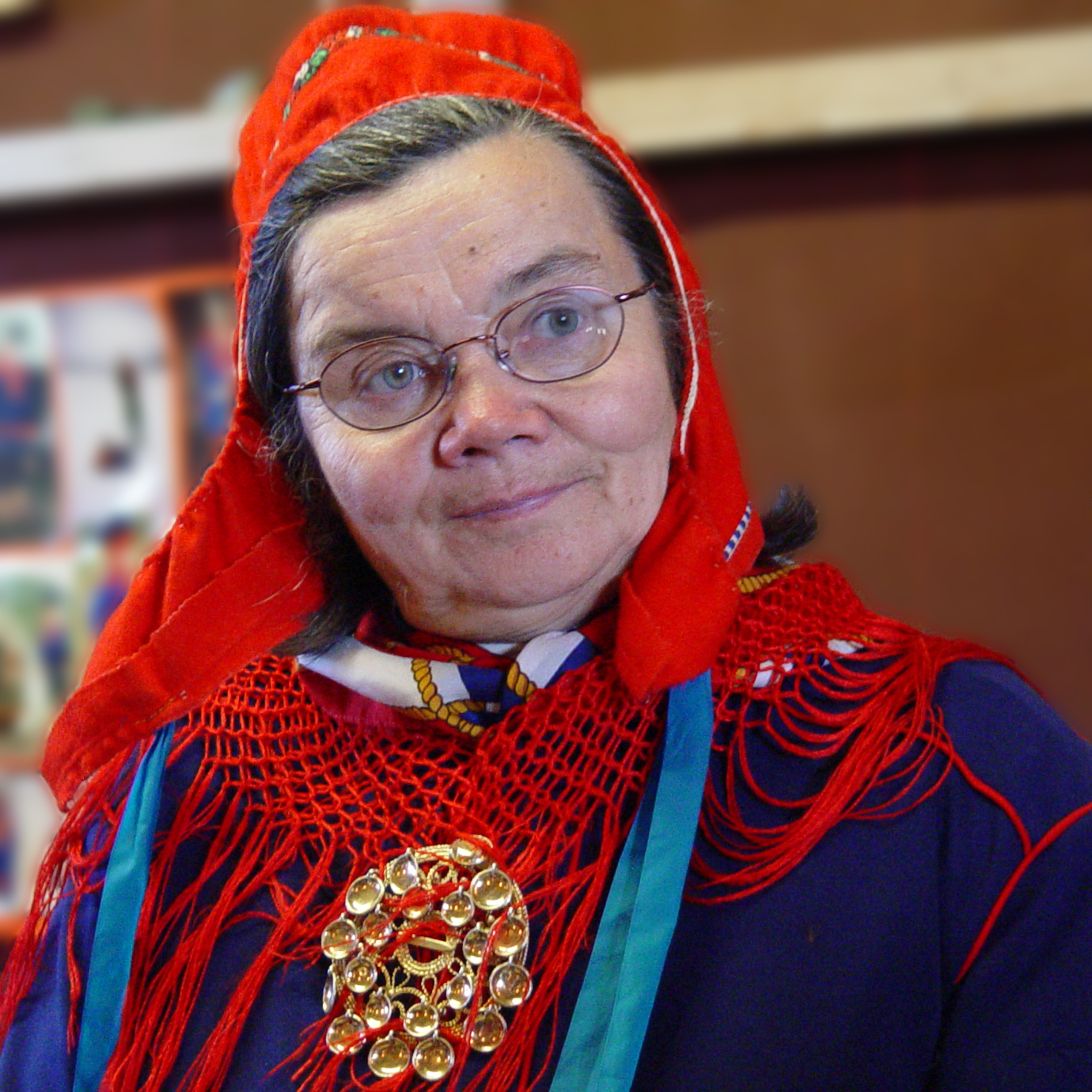
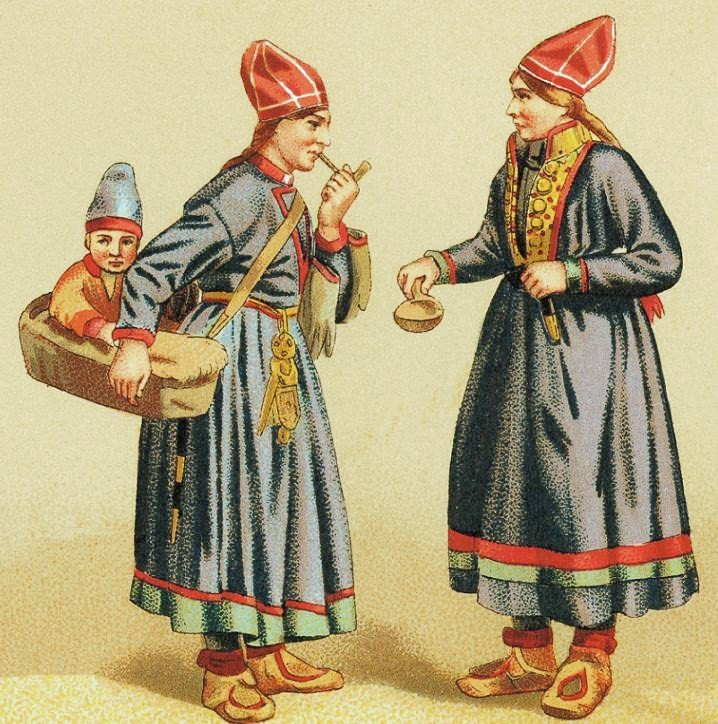
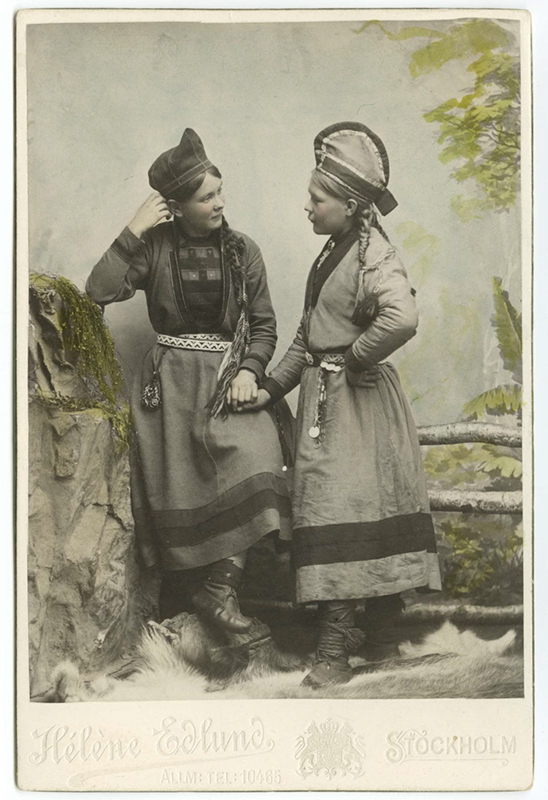
Pehr Hilleströms målning av samer, 1782-1810.
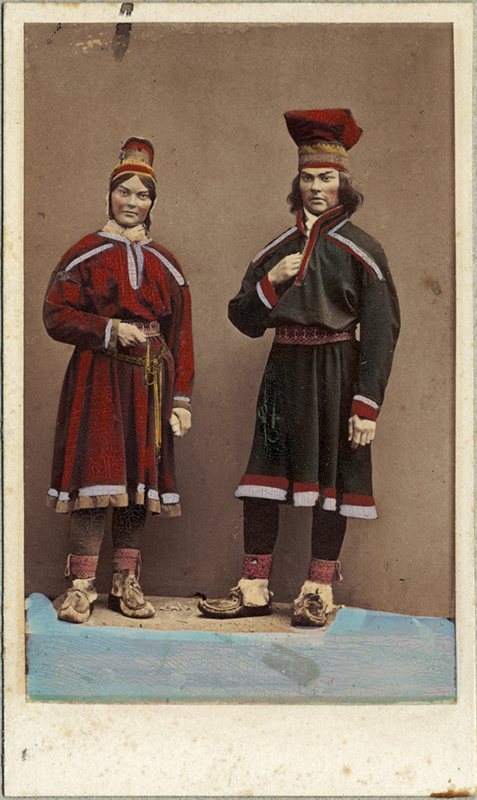
Dräktdockor. En kvinna och en man i samiska dräkter - Nordiska Museet - NMA.0056881
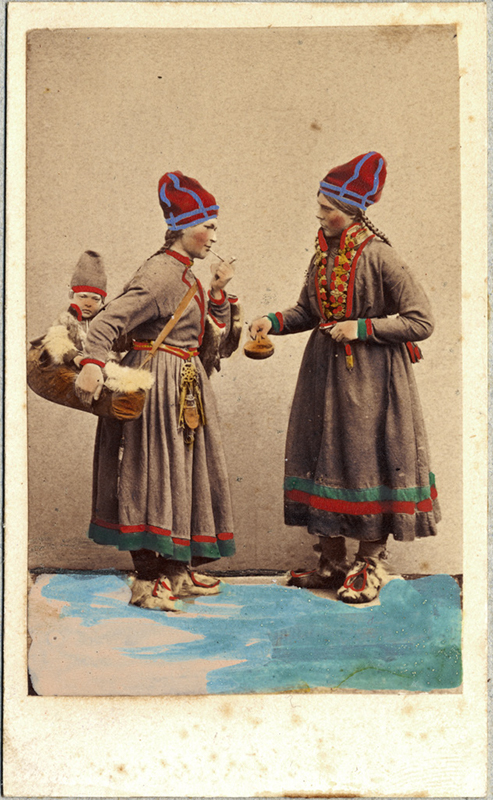
Dräktdockor. Samiska kvinnor från Åsele, Lappland - Nordiska Museet - NMA.0056889
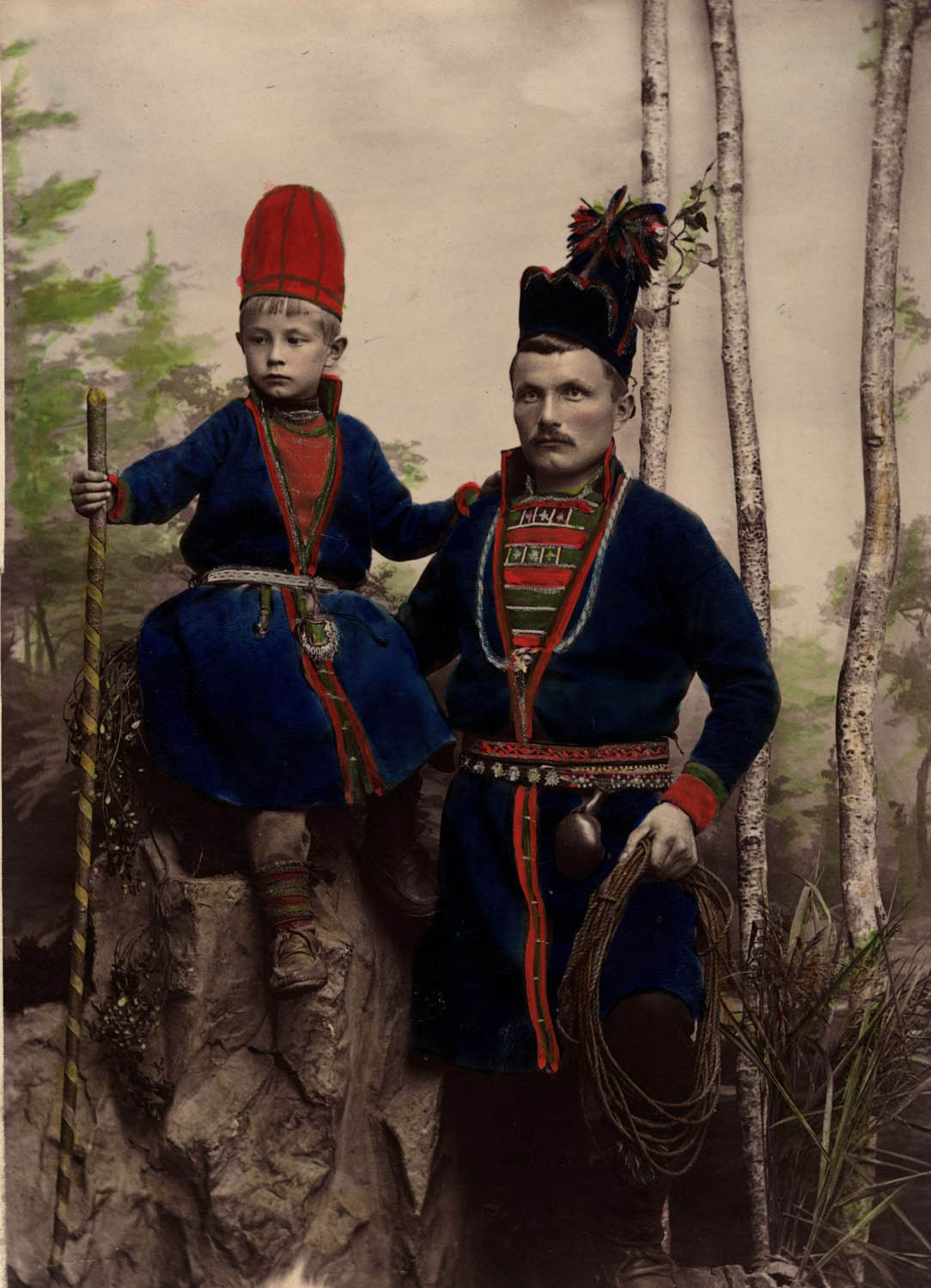
Samisk man med son. Nejla och Mattias Årén, Frostviken Lappland - Nordiska Museet - NMA.0033068
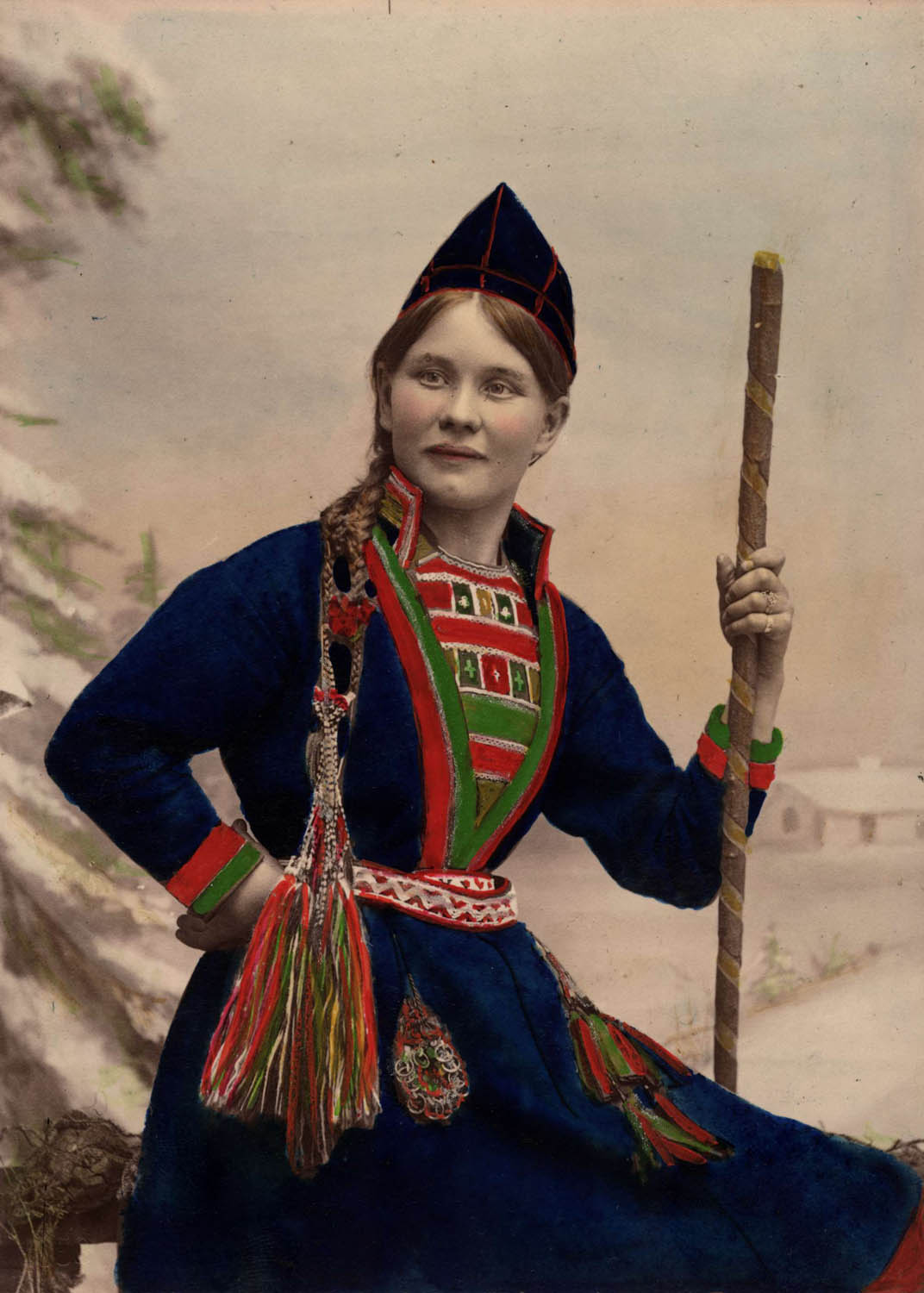
Samisk kvinna - Nordiska Museet - NMA.0033065
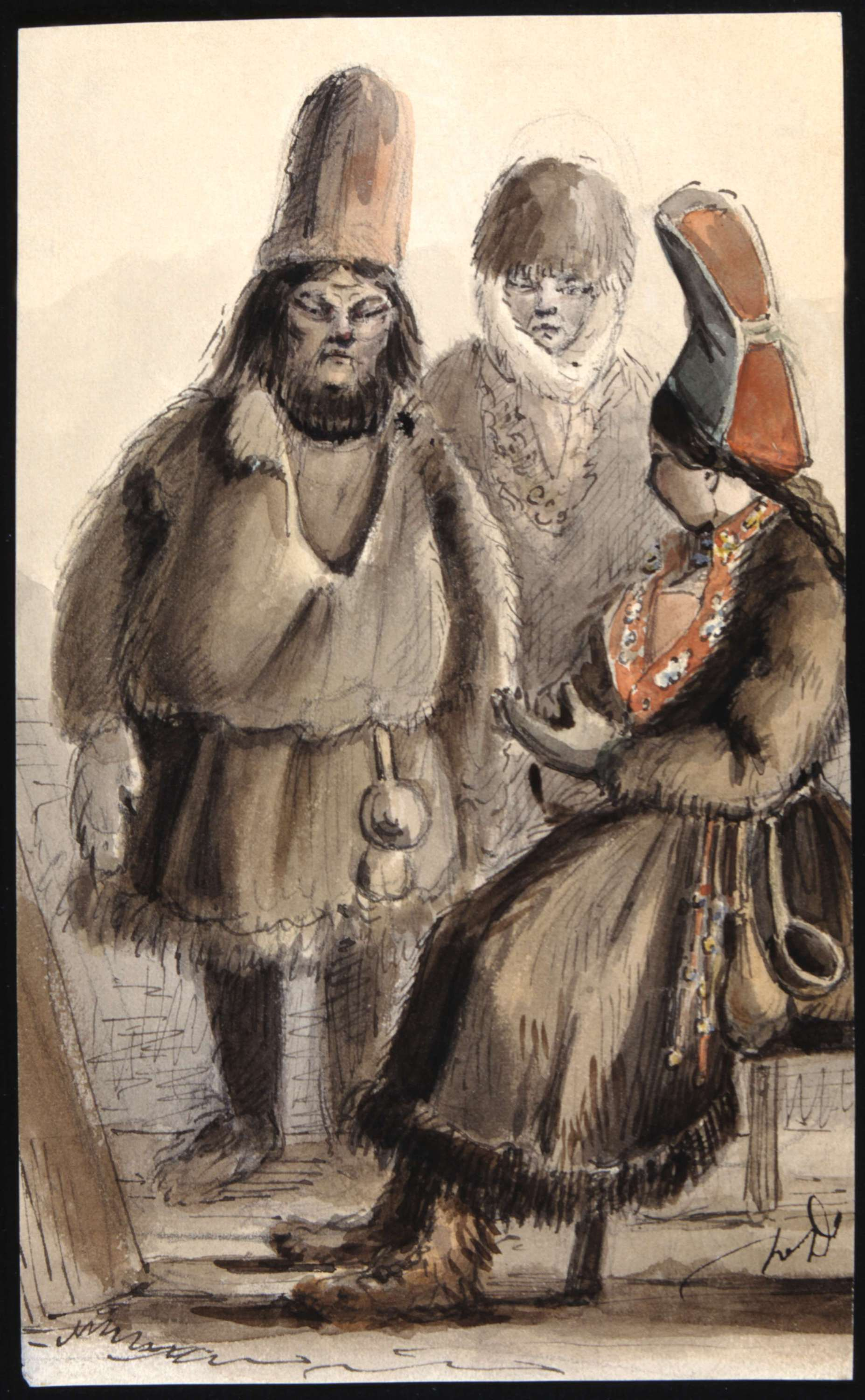
Tre samer i vinterkläder. Akvarell av Fritz von Dardel - Nordiska museet - NMA.0037699
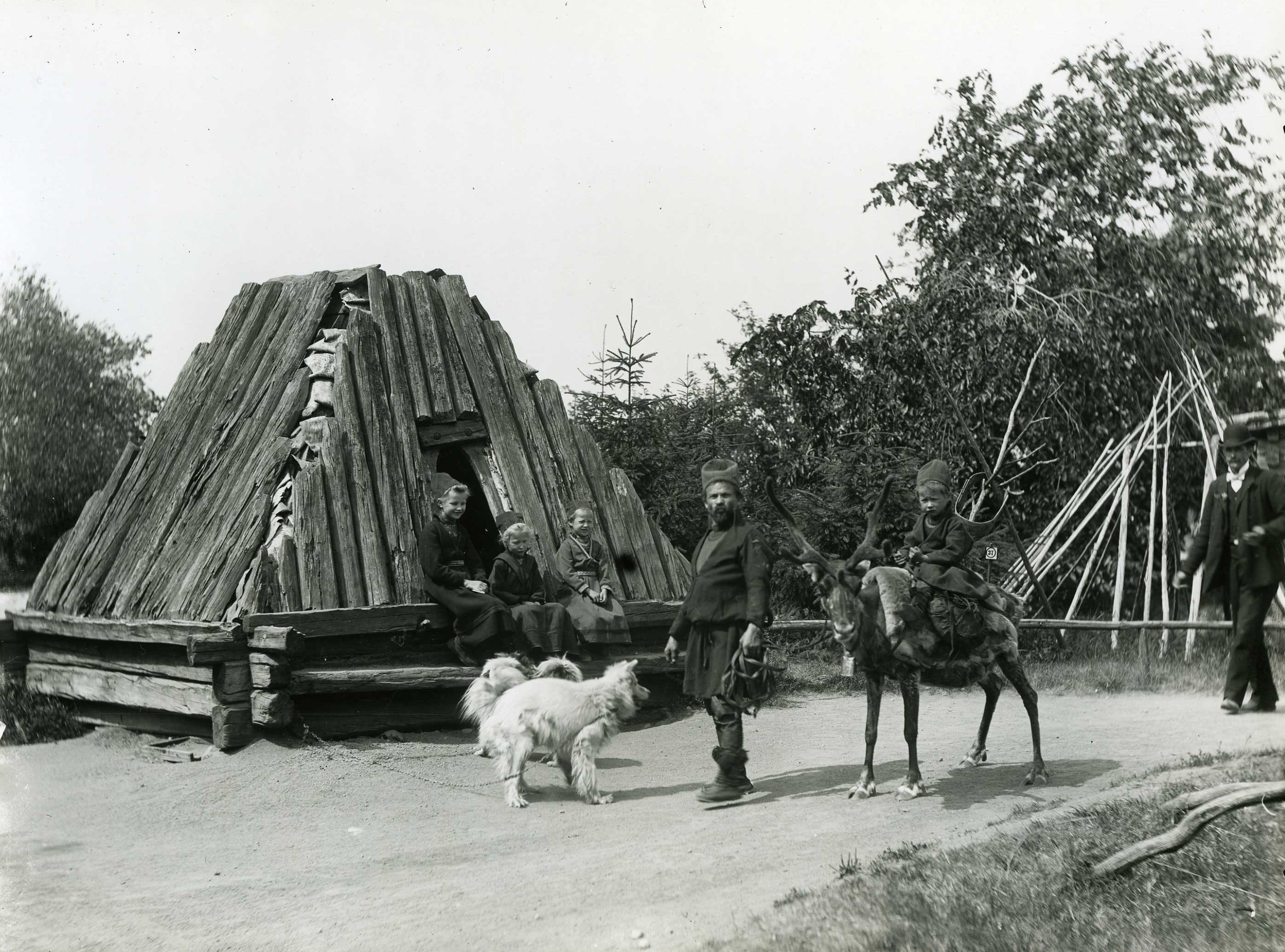
NMA.0058600 Samisk familj vid samevistet på Skansen
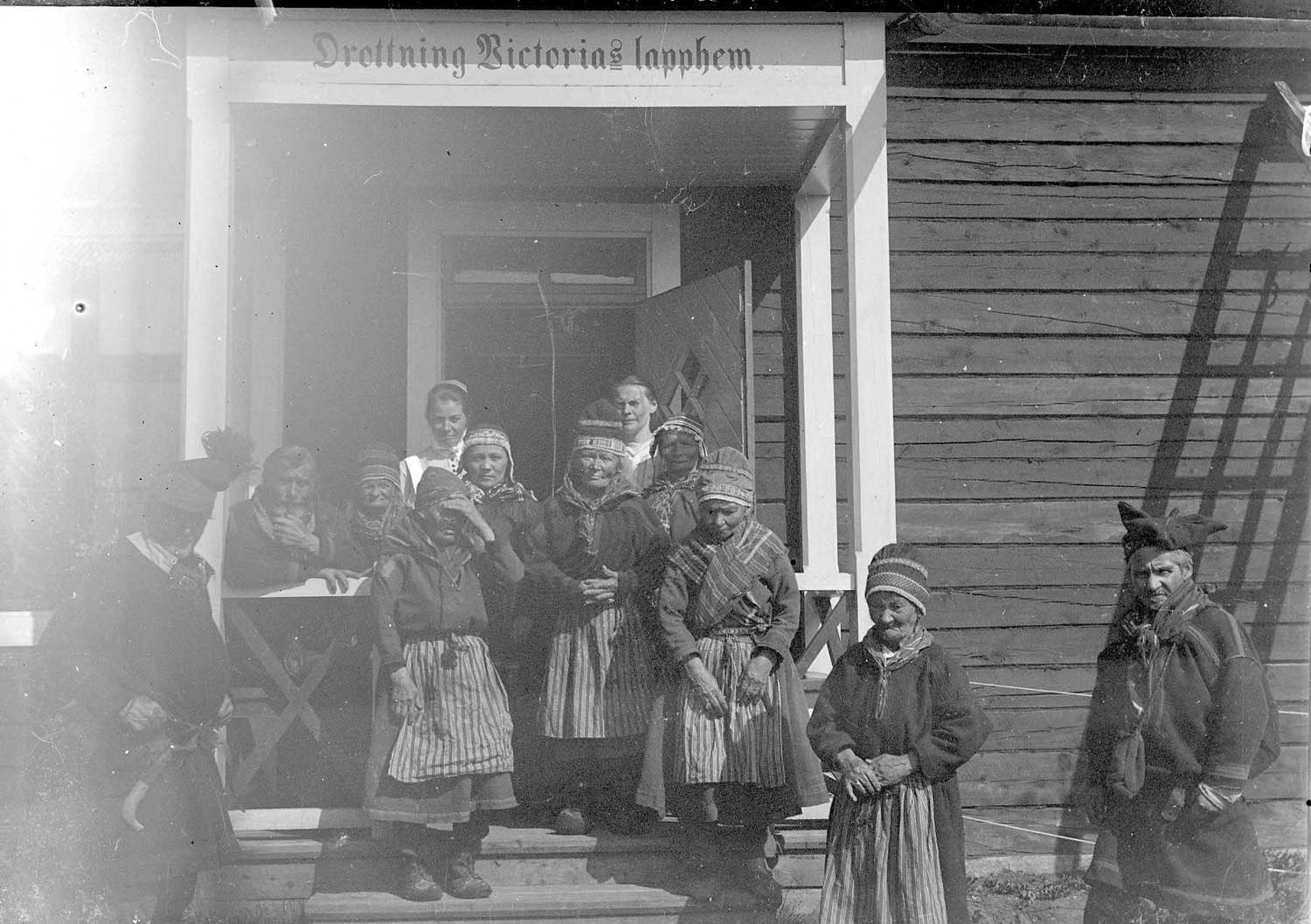
Gruppbild på yttertrappan till Drottning Victorias lapphem - Nordiska Museet - NMA.0054339
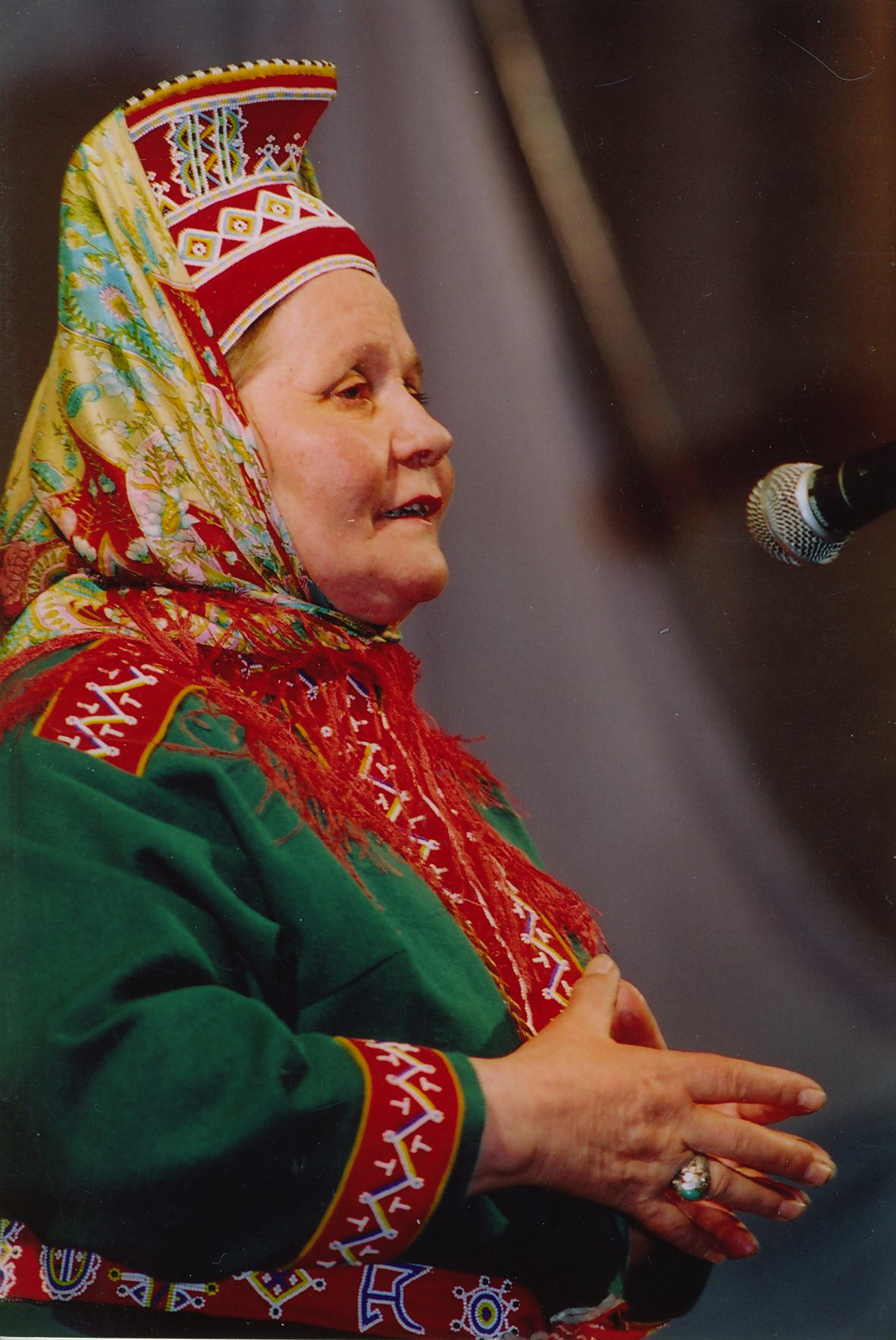
Den rysk-samiske politikern Nina Afanasieva med ladjo.

### Nordsamisk dräkt
Nordsamernas kolt kallas gákti och är traditionellt oftast gjord i skinn, kläde eller vadmal i blå nyanser, särskilt mörkblå. Dekorationerna på kolten är mestadels i gult och rött men även gröna och blå inslag förekommer. De nordsamiska koltarna har flerdelat ryggstycke medan framstycket är helt.
Kvinnans kolt varierar i längd från knäkort till långt ner på vaderna. Många av de nordsamiska kvinnornas koltar är veckade. Ryggen är dekorerad med band i de samiska färgerna och längst ner och vid slutet av ärmarna dekoreras kolten med rött och/eller gult band. Den V-ringade halsöppningen täcks runt om med rött kläde och dekorationer i samma stil som den övriga klädnaden. En fransad sjal i många färger används ofta. Den läggs över axlarna och hålls ihop framtill med silverbroscher.
Mannens kolt varierar också i längd men är i regel kortare än kvinnans. Dekorationen är likadan som hos kvinnorna men klädet är oftast bredare. Koltens öppning hålls ihop med ett silverspänne eller garnflätor och kragen är mellan fem och tio centimeter hög. Den är dekorerad överensstämmande med resten av dräkten. Innanför öppningen bärs en halsduk eller ett barmkläde, ofta i en avvikande färg. Baksidan på mannens samedräkt berättar om en man är gift eller ej.[källa behövs]
Kvinnorna använder i regel vanliga strumpbyxor till kolten, männen byxor i tyg eller skinn. På vintern används gálsoga eller bittut, särskilda byxor gjorda av skinn från renens ben. Den typiska "lappmössan" med en stor röd tofs är nordsamisk och används endast av männen. Övriga mössor varierar i snitt och utseende beroende på område, men kvinnans mössa är oftast diskretare än mannens.[källa behövs]
Även den speciella "lappskon" är nordsamisk. Egentligen heter skorna čázehat och är sydda av avhårat skinn och nuvtagat, vilka i sin tur är sydda av renbellingar. Čázehat är de traditionella skorna tillhörande gákti, men även andra skor kan användas. Skobanden är vävda med vit eller gul botten och röda mönstertrådar. Mönstret skiljer sig åt mellan män och kvinnor.

### Centralsamisk dräkt
[källa behövs]

### Skogssamisk dräkt

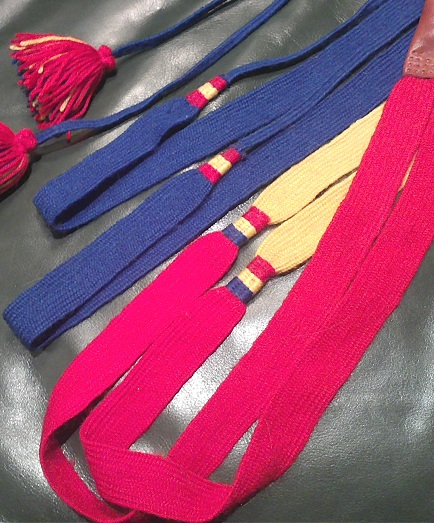
Kvinnoskoband till Gällivare gamla samedräkt slöjdat år 2011 av barnbarn till Frans Persson

I den norra delen av detta område liknar dräkten i stort de som finns i omkringliggande områden, man kan därför se kombinationer av nord och lulesamiska drag. I den sydligaste delen av detta område kan det vara endast en liten skillnad mellan den manliga och kvinnliga 'kolten', här i likhet med sydsamiskt dräktskick. Med ett undantag, på historiska bilder kan man se kvinnorna använda stora mängder smycken av silver. Färgerna på tyget varierar men i likhet med andra områden är mörkblå vanligast.[källa behövs]
När Susanna Jannok Porsbo gjorde sin dräktdokumentation på 1980-talet upplystes att de två sista generationerna i Gällivare skogssameby inte burit samedräkten, men att det förekom någon gång och då var det gällivare- eller jukkasdräkten som användes. Det berodde på att samerna kände stor samhörighet med fjällsamerna i Gällivare socken. Porsbo upplyser vidare att de ofta hade släktingar bland dem. I Purnu var samedräkten en period inte i bruk, undantaget vissa dräktdetaljer. De dräktdetaljer som kunnat ses i bruk var på grund av att de ansågs mer praktiska som till exempel bällingskor (näbbskor av renpäls) fyllda med skohö och med skoband virade runt byxskaften. Dessa var mycket bättre att ha vintertid i renskötseln än modernare skor. Dräktbruket har sedan 1970-talet varit allt mer i uppsving, men samedräkt används inte av alla och de som har dräkt använder den främst vid högtidliga tillfällen som födelsedagar, dop och begravningar och samepolitiska möten. Idag uppvisar dräktskicket de karaktäristiska dragen från Gällivareområdet. Det vill säga att i området går en skiljelinje mellan den nordliga Jukkasjärvidräkten och den sydligare lulesamiska Jokkmokksdräkten. Detta betyder att bland Purnuättlingar i dag ses olika varianter av den gamla Gällivaredräkten. Bland kvinnliga ättlingar kan ses:
- Gällivare kragkolt med vävt band, lissto, längst ner på fållen.
- en kraglös Gällivarekolt.

Dräktskicket påminner mycket om en lulesamisk Jokkmokksdräkt, men med röda revärer och klädesdekorationer i axelpartiet. De stora likheterna mellan Purnuättlingarnas och Sörkaitums samedräkter förklaras av att Pehr Pehrssons mor, Kristina Anundsdotter Skano, kom från Sörkaitums sameby. Det finns också fotografier på Mickel Persson Skano (kusin till Pehr Pehrsson och av Näggasläkt) i denna dräkttyp. Vidare är pälsar från Frans Persson och Mickel Persson Skano av gällivaresamisk typ:
- Gällivare kragkolt, med röd klädesbård, holbbi, ovanför fållen.
- äldre skogssamisk kolt. Dräkt av Jokkmokkstyp omtalad som "skogssamisk" och finns på Murbergets museum och kommer från Lisa Greta Andersdtr Skano (släkt till Kristina Anundsdtr Skano) och på morssidan av gammal sjokksjokksläkt från Pålkem. I modern tid har också ättlingar till Frans och Thyra Persson tagit i bruk denna dräkt.

Gemensamt för alla kvinnodräkter från Gällivare är den karaktäristiska kvinnomössan matsok/matjuk, undantaget den äldre skogssamiska kolten där mössan är av Jokkmokkstyp. 
Bland män och kvinnor ses även
- Gällivare/Jukkasjärvidräkten[9]
- och Arjeplogsdräkten[10] (efter ingifte).

### Sydsamisk dräkt

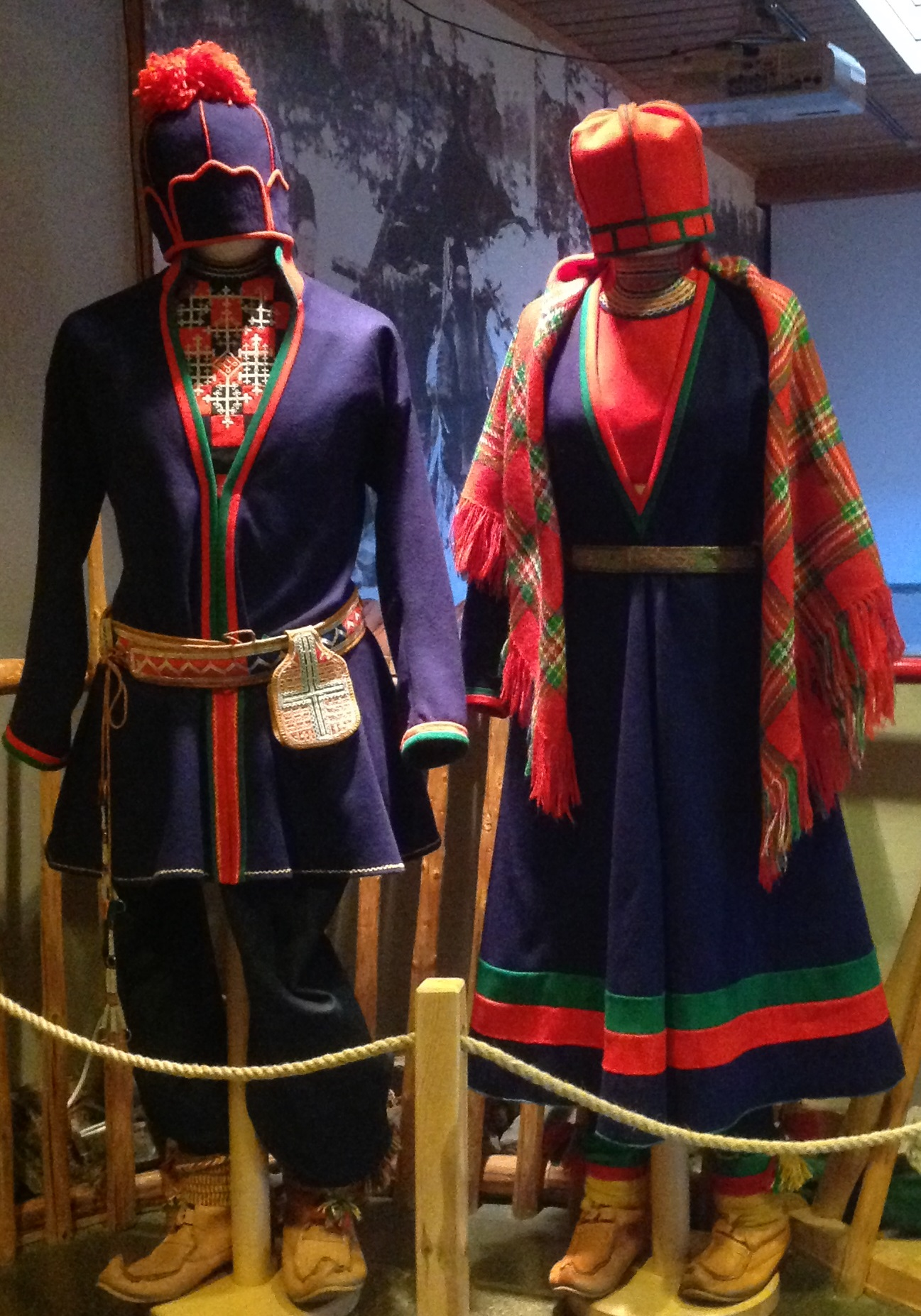
Sydsamisk mans- och kvinnodräkt.

Sydsamernas kolt kallas gápta och är oftast gjord i kläde. Färgen varierar mellan klarblå och svart. Längst ner i södra Sápmi kan dekorationsbanden vara taggade. Den sydsamiska dräkten har större skillnader mellan mannens och kvinnans kolt än den nordsamiska. Både dekorationen och längden är olika.
Kvinnans kolt behöver inte nödvändigtvis vara blå och materialet kan variera. Vanligast är dock kläde. Vissa familjer har en liten krage i samma färg som övriga kolten, medan andra inte har någon krage alls. Framtill är kolten v-ringad och kantad med rött och grönt kläde och, i vissa fall, rött och blått. Några familjer har även inslag av gult.
Mannens kolt är kortare än kvinnans. Framtill är kolten vanligen delad och dekorerad, tillsammans med kragen, i rött, grönt och/eller blått. Det finns också en hopsydd variant av kolten. I höjd med midjan och neråt är det vanligt att dekorationsfärgerna byter plats med varandra. Männens krage är kring fem centimeter hög. Beroende på område kan den antingen ha en botten i rött eller i samma kulör som kolten. Ärmkanterna är dekorerade likadant som kolten i övrigt. I vissa sydsamiska områden har man även en klädesbård en bit ovanför ärmens nederkant.
Sydsamerna bär oftast byxor av tyg eller skinn.

### Östsamisk dräkt
Mycket stor skillnad mellan man och kvinnodräkten, färgerna varierar mycket. Gifta kvinnor bär en huvudbonad med ett karaktäristiskt utseende.[källa behövs]